# ワールド・エレクション
『ワールド・エレクション』（WORLD ELECTION）は、Whirlpoolより10th Anniversary企画として2016年2月26日に発売されたWhirlpool第13作目のPC用アダルト美少女ゲーム。
2017年7月20日にGNソフトウェアよりPlayStation Vita版が発売。

## 概要
攻略対象キャラクターは5人。各5つのエンディングの他に、1つのトゥルーエンドが存在する。また、1人攻略する毎にサブキャラクターのミニシナリオも解禁され、それも含めると合計12人+トゥルーと過去最大数となる。なお、トゥルーエンドは攻略キャラクターを全員攻略の後に、タイトル画面上にボタンが出現し、選択可能になる。

## 世界観
劫魔界ヘルメリウル、機械帝国マキナインスーラ、天楽園ルイトゥセル、大自然郷アシリ・ヤ・ワンヤーマ、人間界ガイア（地球）と言う通称五界が一つに融合した世界。その為、悪魔、天使、機械人間、獣人と言った亜人種が入り混じった世界となっている。

## あらすじ
何の前触れもなく五界と呼ばれた世界が融合し、滅亡の一途をたどった世界からおよそ20年。
主人公獅子堂敬は五界複合都市サン・ヴァレロンのヴァレロン国際学園にてその能力から少々孤立した生活を送っていた。
そんな中、父から突然の連絡が来る。実家での研究院生活に戻される事を嫌がった敬は咄嗟にこんな返事をしてしまう。
「お、俺、生徒会長に立候補するよ！」
こうして支持者ほぼ0の状態から数少ない友人であるソロス、ポン子に昨日突然自室を破壊したクルルを推薦人に加えて選挙活動を始める敬だったが、些細な行き違いから敬に対抗する形でソフィア、ファウラ、パーフィルと言う有力候補も立候補を表明する。
こうして史上最凶とも呼ばれる生徒会長選挙戦は開幕した…
果たして敬は生徒会長に当選し、学園残留を認めさせる事が出来るであろうか？

## 登場人物

### メインキャラクター
獅子堂 敬（ししどう けい）
声 - なし
本作の主人公。ヴァレロン国際学園2年生。人間界ガイア出身。特殊能力を持つ人間『ネオス』の中にあって能力ランクSの序列一位、すなわち人類最強の肩書きを持つ。しかし、その能力とソフィア編入時のいざこざもあり、また目つきも悪い為に周囲からは恐れられ、友人は少ない。が、根は善良である。
子供の頃からの能力解析の為の研究院暮らしに嫌気がさし、半ば強引にヴァレロン国際学園の入学を認めさせた。しかし、自堕落な生活を父に指摘され、実家に戻されそうになった為に生徒会長に立候補する。
能力は「贋作師（ダミーメイカー）」。五界の住人のあらゆる能力をコピーする事が出来る。超能力だけではなく、天使の翼や獣人の身体能力と言ったものもコピーが可能。ただし、相手に触れなければコピーは不可能で、1度にコピーできる能力も1種類のみ。また、使えるようになるだけで完全に使いこなせるわけではないので、使い手本人には劣る。
クルル
声 - 沢澤砂羽
突如敬の部屋を破壊して降臨（墜落）してきた自称破壊神。記憶喪失で覚えているのは名前と破壊神としての役割のみ。後に機械帝国出身と言う連絡が入ったが、生命の存在しない機械帝国にあって言動から行動、肌ざわりまで人間としか思えない謎の存在。
度々破壊神として人類滅亡を口にするが、天然ボケの性格もあって周囲は皆ギャグとしか思っていない。敬と再会した折、人類滅亡計画の加担を条件に敬の推薦人となる。以来、敬には子猫のように懐いている。敬から初めておごってもらったとんこつラーメンが好物。何故かスタンガンをいつも携帯している。寮では紗月に面倒を見てもらっており、よく手伝いをしている。
ソフィア＝ユースティ
声 - 風音
ヴァレロン国際学園2年生。劫魔界出身。前・劫魔界大統領の娘で魔王と呼ばれるその能力は父をも超える。その能力は不死の肉体に四大元素をベースとした魔法、触れた相手の精力吸収。そして全てを無に帰す最凶の大鎌「ザルツエイン」と紛れもなく世界最強である。
1年の秋頃、劫魔界対立勢力から身を隠す意味を含めてヴァレロン国際学園へ留学。しかし、その苛立ちから敬を相手に大暴れし、その一件で敬の事が気に入り、度々ちょっかいを出してくるようになる。
言動は一見おしとやかだが、その実態は恐怖支配を旨とする女王様気質でドS。敬に対抗して生徒会長に立候補するが、選挙活動は全てメロウに任せきりで自分は特に何もしていない。
獅子堂 伊織（ししどう いおり）
声 - 上原あおい
ヴァレロン国際学園1年生。人間界出身。敬の義妹。真面目で優等生気質だが、敬には度々毒を吐く。しかし、実際はお兄ちゃん大好きで、敬を実家に返そうとしているのも心配の裏返しである。
兄の生徒会長立候補をきっかけに選挙管理委員に入り、度々暴走するムシュアのストッパー役になる。
ネオスとして覚醒はしておらず、ランクもEに分類されているが、実際は相手の能力を強制的に覚醒させると言う神にも等しい能力を持っている。その為、正式に認定されればSランククラス。敬の持つ「贋作師」も伊織によって発現された能力である。能力名はソフィアから「聖者の吐息（セイントブレス）」と名づけられた。
パーフィル
声 - 秋野花
ヴァレロン国際学園2年生。天楽園出身。敬のクラスメイト。恋を司る天使でいずれは大天使となるべく修行しているが、いつも暴走気味。趣味はRPGで度々ゲームに例えて敬を倒してレベルアップでクラスチェンジを目的にちょっかいを出してくる。
愛称はパフ。呼び始めたのは敬で、当初は嫌がっていたが、ある一件で敬に助けられてからは自ら名乗るようになった。
能力としてキューピットアローを持つ。これで撃たれると青春の衝動が暴走する。他にも天罰に使ったり、映像投影なども可能。
ファウラ＝リィナンス
声 - 萌花ちょこ
ヴァレロン国際学園2年生。大自然郷出身。狼型の獣人。ぶっきらぼうで喧嘩が強いが、面倒見はいいため獣人たちからは姉御として慕われている。群れとしての意識が強く、敵味方がはっきりしている為、あまり周囲には馴染まずいつも中庭の木の上にいる。
彼女の一族は誇り高い上位種族ではあるが、女性因子が強いせいもあり、五界が融合するまでは絶滅寸前だった。現在は他種族との交わりでそれなりに数を増やしている。
敬に対抗する形で生徒会長に立候補するも、敬を見ているうちに自分よりも敬の方が相応しいと見て立候補を取り下げて自分を慕う獣人共々敬の支持に回る。

### サブキャラクター
丹波 ポン子（たんば ポンこ）
声 - あじ秋刀魚
ヴァレロン国際学園2年生。大自然郷出身。狸型の獣人。人間のお婆ちゃんに引き取られて育った為、民族意識が低く、人見知りも激しいせいもあって他の獣人と馴染めていない。敬の事をワイルドでかっこいい（と思っている）為、アニキと呼んで慕っている。伊織にも溺愛され、アネゴと呼んでいる。狸として一応変身能力もあるが、下手なのであまり使っていない。クリームパンが好物。
ミナヨ
声 - 桜川未央
ヴァレロン国際学園2年生。機械帝国出身。完全なアンドロイドで型番はPEF-374。ミナヨと言う名前はその型番の語呂合わせ。ロボットらしく無感情。何故かクルルの事を監視しているが、隠れるのは下手で敬にはバレバレ。
メロウ＝アクリ
声 - 桃井いちご
ヴァレロン国際学園2年生。劫魔界出身。ソフィアのお付のメイドその1。真の姿はセイレーンで、水を自在に操るほか、精神を操る呪歌も得意とする。ソフィアとは義理の妹にあたり、心から慕っている。性格はとにかくソフィア第一で、ソフィアには従順だが、その他大勢には毒を吐きまくる。性格から能力まで正反対のパーフィルとは犬猿の仲。水の悪魔である為、地上は本当は苦手で、電気は大弱点。
チコ
声 - 奏雨
ヴァレロン国際学園2年生。劫魔界出身。ソフィアのお付のメイドその2。正体は劫魔界の伝説的な魔獣で元・魔王のペット。針のような黒い体毛と小山ほどの体格を持ち、学園程度なら優に踏み潰すほどらしい。子供の頃のソフィアから魔力を与えて人間の姿にしてもらってからソフィアに懐いている。元が獣である為、ぱっと見無感情で、ご飯と昼寝とボール遊びが好き。ただし、ボール遊びをする相手は並の人間なら死ぬレベル。動物的感は非常に鋭く、敬の能力は特に恐れている。
ミリエル
声 - 手塚りょうこ
ヴァレロン国際学園教師。天楽園出身。敬のクラスの担任。スタイル抜群でエロに寛容。その為おおよそ天使らしくも教師らしくないが男子生徒の人気は高い。天使としての格はかなり高いらしいが、あまり威厳はない。パーフィルからは先輩と呼ばれており、よくからかって遊んでいる。
卦法院 紗月（けほういん さつき）
声 - 御苑生メイ
敬の住む寮の管理人。しっかり者で優しいが、怒らせると怖い。いきなり現われて敬の部屋を破壊したクルルにもしっかりとお仕置きしている。なんらかの能力を持っているはずではあるが、誰も知らない。ミリエルとも仲が良く、酒席によく付き合っている。
ムシュア＝コークレット
声 - かわしまりの
ヴァレロン国際学園2年生。大自然郷出身。カラス型の獣人。金勘定にがめついちゃっかり者。カラスらしく、光物が大好き。選挙管理委員ではあるが、賄賂大歓迎で自ら率先して選挙違反を容認してしまうダメ管理委員。何故かロボ山と意思疎通が出来る。
ソロス
声 - 金田まひる
ヴァレロン国際学園2年生。劫魔界出身。性別不明、種族も不明な謎の生物。外見は愛らしいが、セクハラ好きで何かいう度に制裁を喰らっている。『77』のポコそっくりな性格をしており、声優も同じでほぼそのままと言っていいほど似ている。
ロボ山 ロボ太
声 - ？？？
ヴァレロン国際学園2年生。機械帝国出身。選挙管理委員所属。旧型のマシンで自立型ではあるがほぼ「ま゛っ」としか喋れない。命名はムシュアで翻訳も彼女しか出来ない。本名は不明だが、特に嫌がってはいない様子。

## 舞台・用語
五界（ごかい）
本作の舞台となる5つの世界の総称。20年ほど前に突然融合し、天変地異や民族対立で滅亡の危機に瀕したが現在は各種族が手を取り合い、平和になった。月は全ての世界にあり、一つに融合している為、1週間毎にそれぞれの世界の色に変わる。
劫魔界ヘルメリウル
魔族が住む世界。魔族は異形の姿と特殊能力を持ち、変革の日にはいの一番に世界を掌握しようとしていた。現在も世界征服を強行しようする強硬派と穏健派の対立が続いている。
機械帝国マキナインスーラ
生命のない機械の世界。特殊なネットワークがあるらしいが、個体数が少なく実態は不明。現在は砂漠地帯が勢力圏で交流は少ない。
天楽園ルイトゥセル
天上人と呼ばれる長命種が住む天空の世界。多くの者が背中に純白の翼を持つ。争いを嫌い、攻撃よりも精神干渉系の能力を得意とする。堕天した者は翼が黒くなるらしいが、100万人規模の虐殺クラスの悪行をしない限りはそのような事象が起こる事はない為、実態は不明。
大自然郷アシリ・ヤ・ワンヤーマ
獣たちの楽園で密林の世界。獣人は人間とほぼ変わらず、耳や尻尾など、一部に獣の特徴が残る。誇り高く、種族の侮蔑を特に嫌う為、喧嘩っ早い。自然と調和した種族である為、人間界の建築物は苦手。
人間界ガイア
元々は地球と呼ばれていた世界で五界が融合してからこの呼称が付いた。この世界に他の4つの世界が融合した事で現在の世界となった。
新生五界複合都市サン・ヴァレロン
『変革の日』以降に作られた人工島。各界の住人が住み、ヴァレロン国際学園を中心とした学園都市となっている。学生と学園関係者で人口は万を超える。
ヴァレロン国際学園
主人公たちの通う学園。子供から大人までの一貫教育となっている巨大学園。一学年1000人、学園全体で3000人規模となる。能力制御に特に力をいれ、暴走が起きないように指導している。

## スタッフ
- 原画 - 水鏡まみず / てんまそ / 市倉ロボ / Rけん
- SD原画 - こもわた遙華
- シナリオ - 近江谷宥
- 音楽 - solfa

## 主題歌
オープニングテーマ「れみぜら!」
歌 - solfa feat.美郷あき / 作詞 - 天ヶ咲麗 / 作曲 - iyuna + 橋咲透 / 編曲 - 橋咲透
エンディングテーマ「Partyは終わらないよ」
作詞・作曲・歌 - 薬師るり / 編曲 - 根本克則 (KParaMUSIC)
トゥルーエンディングテーマ「ラブ・エレクション」
作詞・作曲・歌 - 薬師るり / 編曲 - 根本克則 (KParaMUSIC)

## 関連商品
- Whirlpool ボーカルソング集 Vol.4 Merge
  - 主題歌3曲収録。
- 薬師るり 8thアルバム『ありがとう』
  - 「Partyは終わらないよ」「ラブ・エレクション」収録。